# 娚の一生
『娚の一生』（おとこのいっしょう）は、西炯子による日本の漫画作品。
『月刊フラワーズ』（小学館）にて2008年9月号から2010年2月号まで連載された。「このマンガを読め!2010」で第5位となる。月刊フラワーズ増刊号の『凛花』（同）にて10号（2010年）から16号（2012年）までスピンオフ作品が全7話掲載された。単行本は全4巻。コミックス累計発行部数150万部を記録する。

## あらすじ
東京の大手電機メーカーに勤める堂薗つぐみは、長期休暇を田舎の祖母の家で過ごすことにした。まもなく入院していた祖母が亡くなり、つぐみは仕事を在宅勤務に切り替え、そのまま祖母の家で暮らすことにする。翌朝家にいたのは、見知らぬ壮年男性の海江田醇。祖母の教え子で、祖母から離れの鍵をもらっていたと言う。醇と祖母との関係がよく分からないまま、つぐみとの奇妙な同居生活が始まる。

## 登場人物
物語の舞台は、角島（かどしま）県鶴水市。
堂薗 つぐみ（どうぞの つぐみ）
東京の大手電機メーカー「四つ葉電気」の原子力事業部プロジェクト管理課長。発電所建設などの仕事に携わる。出世頭のキャリアウーマン。30代半ば過ぎ。独身。
仕事一筋に生きてきたが、大きなプロジェクトに関わる気力や体力を失いつつあり、初めて取った長期休暇を気兼ねなく過ごすため幼少期を過ごした祖母の家へ身を寄せた後、在宅勤務に切り替える。
海江田と出会った当初はあまり快く思っていなかったが、一緒に生活をするうちに次第に心を開き、穏やかな日々を送りながら、海江田に想いを寄せる西園寺や家の近所に住む住民たちとの交流を重ねつつ、徐々に距離を縮めていく。異性として強く意識し始めたのは海江田が「月間コラム賞」を受賞した前後で、授賞式の数日前に肉体関係を持ち、授賞式に同行した際には海江田本人の口から妻としてマスコミに紹介された。また、3巻で西園寺と家にいたところを震災に見舞われ、復旧作業に協力しながら海江田の身を案じていた。このことが入籍を決意する大きな理由になった。
いままで彼女持ちや妻子持ちばかりを好きになっており、恋愛には後ろ向きな傾向が強く、海江田からは「幸せウツ」と評された。
海江田 醇（かいえだ じゅん）
哲学者。51歳→52歳。京都で育ったため京都弁で話す。
病気療養する友人の代理で角島大学で教鞭を取ることになり、堂園つぐみの祖母である下屋敷十和の家が大学から新幹線で30分程度の距離なので離れに住むことにする。越してくる前は東京の淑愛女子大学で教えていた。
大学生の頃に十和と知り合い、十和の染色作品を見て想いを寄せ、本人曰く付きまとうような真似もしたようだが片思いに終わった。十和の葬式で十和の孫だとは知らずにつぐみに一目惚れをする。出会った当初からつぐみには積極的にアプローチをかけたり、かつての恋人が現れた時には本気で喧嘩をしたりと情熱的な面も持っている。同性・異性を問わずにモテる人である。
世間から文化的著名人として知名度が高く「日本コラム賞」を受賞した際に出席した授賞式には数多くのマスコミ関係者がいた。
2歳の頃に公園に置き去りにされているところを保護され、その後に養母に引き取られたため家庭関係には敏感なところがある。海江田曰く「反抗期らしい時期を迎えたことがない」とのこと。
下屋敷 十和（しもやしき とわ）
つぐみの祖母。染色家として数々の仕事をこなしていた。かつて東京の大学に教えに行っていた時に学生だった海江田と知り合う。死の1か月ほど前に海江田に離れの鍵を送っていた。
秋本 岬（あきもと みさき）
つぐみの会社の同期で友人。同じ部署の係長だった。つぐみとは苗字で呼び合う。恋人（同期入社の小峰壮一）との結婚が決まり、退職する。
退職後もつぐみとは関係が続いているが、夫との関係は冷めているらしく4巻では既婚男性と浮気をし、共に那覇へと旅立った。
西園寺 真保（さいおんじ まほ）
海江田の秘書。以前海江田が勤めていた淑愛女子大学の学長の娘。お嬢様育ちで派手な容姿だが仕事は有能で、海江田のスケジュールをすべて（教授業務・コラム・エッセイ・講演など）管理している。海江田のことが好きだったが拒否され、さらには解雇されかかる。
園田哲志と交際を始めてからはつぐみを海江田の「妻」として認めて親しくなり、２人の仲が上手くいくように応援したりする。その後、園田と結婚してからは海江田に辞職届を提出し専業主婦になった。結婚してからもつぐみとの友人関係は続いていて、自分が作ったバッグをプレゼントしたりしている。
園田 哲志（そのだ てつし）
鶴水市の市議会議員。父親も現役議員であり自他ともに認める「ボンクラ二世議員」であるが、実はそこそこ優秀。小さい頃は手下を引き連れてつぐみに意地悪をしていた。つぐみのことが好きだったようだが、その後西園寺とつきあう。
川原 信司（かわはら しんじ）
市役所の土木課に勤める男性。つぐみに好意を持ち、お近づきになろうとあれこれ世話を焼くが、後に同課の女性職員と進展していく。
友生 貴広（ともの たかひろ）
郵便配達員。20歳。知り合って間もないつぐみにフェイントでキスをしたりする軽薄なイケメン青年。
海江田小夜子・ミノル（かいえだ さよこ）
海江田の戸籍上の姉と、その夫。養母の死を機に３０数年振りに帰京した海江田と再会を果たす。夫婦とも朗らかな好人物。
海江田の養母（名前不明）
身寄りのない子供を引き取っては里親探しをしたり、置き去られた子供を預かっては迎えが来るまで育てたりしていた。生涯独身。

## 書誌情報
- 西炯子 『娚の一生』 小学館〈フラワーコミックスα〉 全4巻
  1. 2009年03月10日発売、ISBN 978-4-09-132269-2
  2. 2009年10月09日発売、ISBN 978-4-09-132638-6
  3. 2010年03月10日発売、ISBN 978-4-09-133027-7
  4. 2012年09月24日発売、ISBN 978-4-09-134583-7

## 映画
2015年2月14日に公開。配給はショウゲート。榮倉奈々、豊川悦司がダブル主演し、初共演することに決定した。
監督は廣木隆一。榮倉奈々は『余命1ヶ月の花嫁』以来5年ぶり、豊川悦司は『やわらかい生活』以来8年ぶりの廣木隆一監督作品への出演となる。
2014年5月下旬に、三重県、京都府で撮影が行われた。
6月6日、追加キャストが発表された。

### キャスト
- 堂薗つぐみ - 榮倉奈々
- 海江田醇 - 豊川悦司
- 秋本岬 - 安藤サクラ
- 園田哲志 - 前野朋哉
- 友生貴広 - 落合モトキ
- 堂薗今日子 - 根岸季衣
- 海江田小夜子 - 濱田マリ
- 海江田民夫 - 徳井優
- 坂田佳代 - 木野花
- 教授秘書 - 美波
- 富岡まこと - 若林瑠海
- 富岡春美 - 岩佐真悠子
- 下屋敷十和 - 紺野千春
- 鯰田みゆき - 朝倉えりか
- 信夫 - 坂口健太郎
- 中川俊夫 - 向井理

### スタッフ
- 監督：廣木隆一
- 原作：西炯子
- 脚本：斉藤ひろし
- 音楽：遠藤浩二
- 主題歌：JUJU 「Hold me, Hold you」
- エグゼグティブプロデューサー：小西真人、平野隆
- 企画プロデュース：武田吉孝
- プロデューサー：辻本珠子、宇田川寧
- 撮影：鍋島淳裕（J.S.C.）
- 配給：ショウゲート
- 制作プロダクション：ダブ
- 製作幹事：WOWOW、TBSテレビ
- 製作：「娚の一生」製作委員会（WOWOW、TBSテレビ、小学館、ショウゲート、ポニーキャニオン、CBCテレビ、毎日放送、RKB毎日放送、ダブ）

### 関連商品
小説
娚の一生 （著：高瀬ゆのか、小学館文庫、2015年1月5日発売、ISBN 9784094061130）
CD
映画『娚の一生』サウンド・トラック（ソニー・ミュージックアソシエイテッドレコーズ、2015年2月11日発売、AICL-2812）
DVD
娚の一生 DVD豪華盤（ポニーキャニオン、2015年7月15日、PCBP-53359）
娚の一生 DVD通常版（ポニーキャニオン、2015年7月15日、PCBP-53360）
Blu-ray
娚の一生 ブルーレイ豪華盤（ポニーキャニオン、2015年7月15日、PCXP-50322）

### ロケ地
2014年（平成26年）5月3日から約20日間、三重県伊賀市を中心に、同県度会郡南伊勢町や京都府相楽郡南山城村でロケーション撮影が行われた。
- 伊賀市役所（本庁、伊賀支所）[6]
- 伊賀市立上野総合市民病院
- ジョイシティ伊賀上野店
- 島ケ原駅
- 月ケ瀬口駅
- 伊賀の里モクモク手づくりファーム

- 伊賀市役所
- 島ケ原駅
- 月ヶ瀬口駅